# Osmakasaurus
Osmakasaurus (лат.) — род травоядных птицетазовых динозавров из клады Styracosterna (Ankylopollexia), живших в течение верхней юры и нижнего мела (157,3—125,0 млн лет назад) на территории современных США. Типовой и единственный вид — Osmakasaurus depressus.

## Описание
Голотип USNM 4753 был найден в слоях формации Lakota, которая восходит к баррему. Он состоит из частей таза, двух костей подвздошной кости и крестцовых позвонков. Длина подвздошной кости, по оценкам, составляет 45 сантиметров, что указывает на общую длину тела Osmakasaurus depressus от 4 до 5 метров.

## История  изучения
В 1896 году геолог Нельсон Горацио Дартон в Buffalo Gap, недалеко от Хот-Спрингс в Южной Дакоте наткнулся на несколько костей Euornithopoda. Останки были в 1909 году Чарльзом Уитни Гилмором описаны как новый вид Camptosaurus depressus. В 2008 году Кеннет Карпентер и Ивонн Уилсон решили, что данный вид относится к роду Planicoxa и был назван Planicoxa depressa.
В 2011 году Эндрю Макдональд опубликовал исследование об отношениях всех форм, которых в разное время относили к Camptosaurus. Он заключил, что у Planicoxa depressa на самом деле нет родственных отношений с видом Planicoxa venenica, и в связи с этим выделил новый род Osmakasaurus depressus. Название рода произошло от языка племени лакота «osmaka» — овраг, имея в виду Gap Buffalo — каньон буйволов. Макдональд классифицировал новый род как члена клады Styracosterna.